# مستور (سرده)
مستور (نام علمی: Eclipta) نام یک سرده از زیرخانواده کاسنی‌واریان است.